# David Bruce (compositeur)
Pour les articles homonymes, voir David Bruce et Bruce.
David Bruce, né en 1970 à Stamford dans le Connecticut est un compositeur de musique classique.

## Biographie
Bien que né aux États-Unis (de parents anglais et gallois), David Bruce grandit en Angleterre.
Il étudie la musique à l'Université de Nottingham à partir de 1988, avec James Fulkerson (en) et Nicholas Sackman (en) pour la composition, puis au Royal College of Music de 1991 à 1993 où il obtient un Master en composition sous l'enseignement du compositeur George Benjamin et de Timothy Salter (en). David Bruce est doctorant en composition au King's College de Londres de 1995 à 1999, sous la supervision d'un autre compositeur britannique, Harrison Birtwistle.

## Influences musicales
La musique de David Bruce tire autant son inspiration des musiques folkloriques tzigane, du flamenco, et de la musique Klezmer que de compositeurs comme Igor Stravinsky, Luciano Berio, Leoš Janáček et Béla Bartók.

## Carrière
Bruce développa une réputation  internationale comme compositeur. son œuvre est interprétée par des musiciens de par le monde, incluant la soprano Dawn Upshaw, le pionnier klezmer Giora Feidman et le Quatuor à cordes du Saint-Laurent (en). Upshaw en particulier joua un rôle important en apportant à la musique de Bruce une attention soutenue. Elle appuya la commande pour son opéra A Bird in Your Ear et interpréta son cycle de chant Piosenki au Carnegie Hall et ailleurs. Upshaw fut la soliste dans un nouveau cycle de chant avec ensemble, The North Wind was a Woman, commandé pour le Gala ouvrant la saison 2009 par la Chamber Music Society du Lincoln Center.
Sa composition Gumboots fut commandée par le Carnegie Hall pour le clarinettiste Todd Palmer et le St Lawrence String Quartet. Son Groanbox fut écrit pour le New York's Metropolis Ensemble featuring The Groanbox Boys. Il écrivit Caja de Musica pour le Concert Artists Guild Winner Bridget Kibbey au Carnegie Hall.
Son opéra en un acte A Bird in Your Ear (2008) fut commandé par Bard College et plus tard il fit l'objet de représentations par le New York City Opera comme part du Vox festival 2009 ; comme finaliste à la National Opera Association's Chamber Opera competition 2008 et avec des étudiants à la New York University. The New York Times décrivit A Bird in Your Ear comme « habilement écrit et plein d'imagination ».
Son opéra Push! fut commandé par la Genesis Foundation (en) et créé par Tête à Tête (en) à Londres et fut en tournée au Royaume-Uni en 2006. Push! fut le choix de la critique en 2006 à la fois par The Telegraph et par le Classical Music (magazine) (en). D'autres commandes incluent une série de mini-opéras – Out of the Ordinary, pour The Opera Group, Has it Happened Yet? (2002) pour ENO Studios et Tête à Tête; Seven Tons of Dung pour Tête à Tête (1999); musique incidentale pour le spectacle du Trestle Theatre (en), The Smallest Person (2004) ; et pièces instrumentales pour London Sinfonietta, BBC Symphony Orchestra, le Presteigne Festival (en) et le Lake District Summer Music (en) Festival.
En 2011, une autre commande pour le Carnegie Hall, l'octuor Steampunk, fut créé par l'Ensemble ACJW au Skidmore College,,,.

### YouTube Channel
David Bruce ouvrit une chaîne YouTube en novembre 2009. Démarrant en novembre 2017, il commence à enregistrer des vidéos éducatives sur différents aspects de la musique, se spécialisant dans la traditionnelle musique classique de western, mais explorant aussi d'autres genres et traditions, et initiant des projets de composition en collaboration avec des compagnons YouTubers comme Adam Neely (en), Ben Levin, Martin Keary ou Nahre Sol.

## Prix et distinctions
- 1994 : Royal Philharmonic Society Concours de composition[10].
- 2008 : Lili Boulanger Memorial Award[11] après une nomination par Osvaldo Golijov (avec une précédente nomination en 1998 de Sir Harrison Birtwistle).
- 2012 : sélectionné comme l'un des 20 compositeurs participant au Projet 20x12 de la New Music comme partie du 2012 Cultural Olympiad (en) de Londres[12], avec son œuvre Fire, créée au Salisbury International Arts Festival (en) le 26 mai 2012.

## Compositions (sélection)

### Opéras
- Push! (opéra de chambre) (2006)
- A Bird in Your Ear (opéra d'un acte) (2008)
- The Firework-Maker's Daughter (en) (opéra de chambre) (2013) livret par Glyn Maxwell, Créé au Hull Truck en mars 2013, en tournée au Royaume-Uni et à New York en avril et mai 2013. Il fut redonné au Royal Opera House, en décembre 2015.
- Nothing (opera) (en) (opéra) (2015) livret par Glyn Maxwell, basé sur le roman de Janne Teller. Co-commande de Glyndebourne et du Royal Opera House. Créé à Glydebourne le 25 février 2016.

### Musique de chambre
- 2 Baka Studies (ensemble mixte) (1992)
- Contradance (ensemble à cordes) (1993)
- Crosswinds (ensemble de chambre) (1995)
- Flowers in Stone (ensemble de chambre) (1997)
- Carrow (violon, violoncelle, clarinette, piano) (1998)
- Piosenki (soprano, baryton et ensemble) (2007)
- Gumboots (quintette de clarinette) (2008)
- Gigue (flûte et harpe) (2008)
- Dances for Oskar (quatuor à cordes) (2008)
- The North Wind was a Woman (soprano et ensemble) (2009)
- Groanbox (orchestre de chambre mixte banjo et accordéon) (2009)
- Saudades (clarinette, accordéon, et quatuor à cordes) (2010)
- Tears, Puffes, Jumps and Galliards (sopranino, soprano et tenor recorder; ) (2010)
- The Eye of Night (flûte, harpe, alto) (2011)
- Steampunk (octuor mixte) (2011)
- The Given Note (clarinette, violon, guitare, basse, violoncelle) (2011)
- Forgotten Boots (clarinette et piano) (2012)
- Cymbeline (mandoline et quatuor à cordes) (2013)
- The Consolation of Rain (hautbois, violoncelle, harpe, percussion) (2016)
- Kundalee (clarinette, violoncelle, viole) (2018)
- The Lick Quartet (quatuor à cordes) (2019)
- Out of Hours (soprano, basse et septuor à cordes) (2019)

### Pour orchestre
- Laughter Through Tears (ensemble klezmer de clarinette, violon et orchestre à cordes) (2010)
- Two Dowland Laments (mezzo-soprano et orchestre à cordes) (2011)
- Prince Zal and the Simorgh (orchestre symphonique avec narrateur) (2012)
- Night Parade (orchestre symphonique) (2013) commande par l'Orchestre symphonique de San Diego, créé au Carnegie Hall le 29 octobre 2013.
- Violin Concerto "Fragile Light" (violon et orchestre symphonique) (2014)
- Fanfarrón (orchestre symphonique) (2017)
- Sidechaining (orchestre symphonique) (2018)

### Autres
- Caja de Musica (harpe seule) (2009)
- Sports et Divertissements (arrangement de Satie, pour ensemble de chambre ou orchestre de chambre) (2010)
- Fire (large chœur, quatre cors) (2012) commandé par The Opera Group. Une des 20 pièces commandée par le UK Cultural Olympiad '20x12' series. Créé en mai 2012 au Salisbury Festival
- Cut the Rug, commandé par Silk Road Ensemble (en) et enregistré sur l'album A Playlist without Borders (Sony). Première au Carnegie Hall le 16 octobre 2013.
- That Time with You, commande du Carnegie Hall et de Kelley O'Connor. Pour mezzo-soprano Kelley O'Connor. Première au Carnegie Hall le 29 octobre 2013.